# Lista de prefeitos de Camocim
Esta é a lista de prefeitos do município de Camocim, estado brasileiro do Ceará.
| Nº | Nome                                                                             | Imagem                              | Partido                                      | Início do mandato       | Fim do mandato                          | Observações                                |
| 1  | José Augusto da Silva                                                            |                                     |                                              | 11 de fevereiro de 1919 | 27 de fevereiro de 1920                 | Intendente                                 |
| 2  | José Vitorino de Meneses                                                         |                                     |                                              | 28 de fevereiro de 1920 | 12 de março de 1921                     | Intendente                                 |
| 3  | Moisés Cavalcante Rocha                                                          |                                     |                                              | 13 de março de 1921     | 12 de maio de 1923                      | Intendente                                 |
| 4  | Francisco Nelson Pessoa Chaves                                                   |                                     |                                              | 13 de maio de 1923      | 23 de maio de 1927                      | Intendente                                 |
| 5  | Thomaz Zeferino Veras                                                            |                                     |                                              | 24 de maio de 1927      | 20 de novembro de 1930                  | Intendente                                 |
| 6  | Gentil Barreira                                                                  |                                     |                                              | 21 de novembro de 1930  | 2 de agosto de 1935                     | Prefeito nomeado pelo Governador do Estado |
| 7  | João da Silva Ramos                                                              |                                     |                                              | 3 de agosto de 1935     | 29 de abril de 1944                     | Prefeito nomeado pelo Governador do Estado |
| 8  | João Batista de Souza Brandão                                                    |                                     |                                              | 30 de abril de 1944     | 6 de março de 1945                      | Prefeito nomeado pelo Governador do Estado |
| 9  | Horácio Pessoa                                                                   |                                     |                                              | 7 de março de 1945      | 3 de junho de 1945                      | Prefeito nomeado pelo Governador do Estado |
| 10 | Antonio Alcindo Rocha                                                            |                                     |                                              | 4 de julho de 1945      | 31 de outubro de 1945                   | Prefeito nomeado pelo Governador do Estado |
| 11 | Antonio de Albuquerque Souza                                                     |                                     |                                              | 1° de novembro de 1945  | 30 de novembro de 1945                  | Prefeito nomeado pelo Governador do Estado |
| 12 | Francisco Othon Coelho                                                           |                                     |                                              | 1° de dezembro de 1945  | 31 de dezembro de 1945                  | Prefeito nomeado pelo Governador do Estado |
| 13 | Luís Marques de Souza                                                            |                                     |                                              | 1° de janeiro de 1946   | 4 de fevereiro de 1947                  | Prefeito nomeado pelo Governador do Estado |
| 14 | José Pinheiro Pessoa                                                             |                                     |                                              | 5 de fevereiro de 1947  | 30 de janeiro de 1948                   | Prefeito nomeado pelo Governador do Estado |
| 15 | Francisco Otoni Coelho                                                           |                                     |                                              | 31 de janeiro de 1948   | 30 de janeiro de 1951                   | Prefeito eleito em sufrágio universal      |
| 16 | Setembrino Fontenele Veras (Camocim, 06.02.1918–23.12.1998)                      |                                     | Partido Social Progressista PSP              | 31 de janeiro de 1951   | 30 de janeiro de 1955                   | Prefeito eleito em sufrágio universal      |
| 17 | Murilo Rocha Aguiar (Camocim, 25.11.1914–Fortaleza, 01.03.1985)                  |                                     | União Democrática Nacional UDN               | 31 de janeiro de 1955   | 30 de janeiro de 1959                   | Prefeito eleito em sufrágio universal      |
| 18 | Carlos Trévia                                                                    |                                     | Partido Social Democrático PSD               | 31 de janeiro de 1959   | 30 de janeiro de 1963                   | Prefeito eleito em sufrágio universal      |
| 19 | João Batista Rocha Aguiar                                                        |                                     | Partido Social Democrático PSD               | 31 de janeiro de 1963   | 30 de janeiro de 1967                   | Prefeito eleito em sufrágio universal      |
| 20 | Setembrino Fontenele Veras (Camocim, 06.02.1918–23.12.1998)                      |                                     | Aliança Renovadora Nacional ARENA            | 31 de janeiro de 1967   | 30 de janeiro de 1971                   | Prefeito eleito em sufrágio universal      |
| 21 | José Maria Primo de Carvalho (São José do Belmonte, 1931– Fortaleza, 23.08.2016) |                                     | Aliança Renovadora Nacional ARENA            | 31 de janeiro de 1971   | 30 de janeiro de 1973                   | Prefeito eleito em sufrágio universal      |
| 22 | João Pascoal de Melo                                                             |                                     | Aliança Renovadora Nacional ARENA            | 31 de janeiro de 1973   | 31 de janeiro de 1977                   | Prefeito eleito em sufrágio universal      |
| 23 | Edilson Veras Coelho                                                             |                                     | Aliança Renovadora Nacional ARENA            | 1° de fevereiro de 1977 | 31 de janeiro de 1983                   | Prefeito eleito em sufrágio universal      |
| 24 | Ana Maria Beviláqua Moreira Veras                                                |                                     | Partido Democrático Social PDS               | 1° de fevereiro de 1983 | 31 de dezembro de 1988                  | Prefeita eleita em sufrágio universal      |
| 25 | Murilo Rocha Aguiar Filho                                                        |                                     | Partido Social Cristão PSC                   | 1º de janeiro de 1989   | 31 de dezembro de 1992                  | Prefeito eleito em sufrágio universal      |
| 26 | Antonio Manoel Fontenele Veras Filho                                             |                                     | PRN                                          | 1º de janeiro de 1993   | 31 de dezembro de 1996                  | Prefeito eleito em sufrágio universal      |
| 27 | Sérgio de Araújo Lima Aguiar (Fortaleza, 31.01.1971–)                            |                                     | Partido da Social Democracia Brasileira PSDB | 1º de janeiro de 1997   | 31 de dezembro de 2000                  | Prefeito eleito em sufrágio universal      |
| 27 | Sérgio de Araújo Lima Aguiar (Fortaleza, 31.01.1971–)                            | Partido Popular Socialista PPS      | 1º de janeiro de 2001                        | 31 de dezembro de 2004  | Prefeito reeleito em sufrágio universal |                                            |
| 28 | Francisco Maciel de Oliveira Chico Vaulino (Camocim, 24.01.1960–)                |                                     | Partido Progressista PP                      | 1º de janeiro de 2005   | 31 de dezembro de 2008                  | Prefeito eleito em sufrágio universal      |
| 28 | Francisco Maciel de Oliveira Chico Vaulino (Camocim, 24.01.1960–)                | 1º de janeiro de 2009               | Partido Progressista PP                      | 31 de dezembro de 2012  | Prefeito reeleito em sufrágio universal |                                            |
| 29 | Monica Gomes Aguiar (Fortaleza, 03.09.1974–)                                     |                                     | Partido Socialista Brasileiro PSB            | 1º de janeiro de 2013   | 31 de dezembro de 2016                  | Prefeita eleita em sufrágio universal.     |
| 29 | Monica Gomes Aguiar (Fortaleza, 03.09.1974–)                                     | Partido Democrático Trabalhista PDT | 1º de janeiro 2017                           | 31 de dezembro de 2020  | Prefeita reeleita em sufrágio universal |                                            |
| 30 | Maria Elizabete Magalhães, Betinha (Camocim, 19.04.1976–)                        |                                     | Partido Democrático Trabalhista PDT          | 1º de janeiro de 2021   | 31 de dezembro de 2024                  | Prefeita eleita em sufrágio universal      |
| 30 | Maria Elizabete Magalhães, Betinha (Camocim, 19.04.1976–)                        | Partido Socialista Brasileiro PSB   | 1º de janeiro 2025                           | Atual                   | Prefeita reeleita em sufrágio universal |                                            |